# Пинё

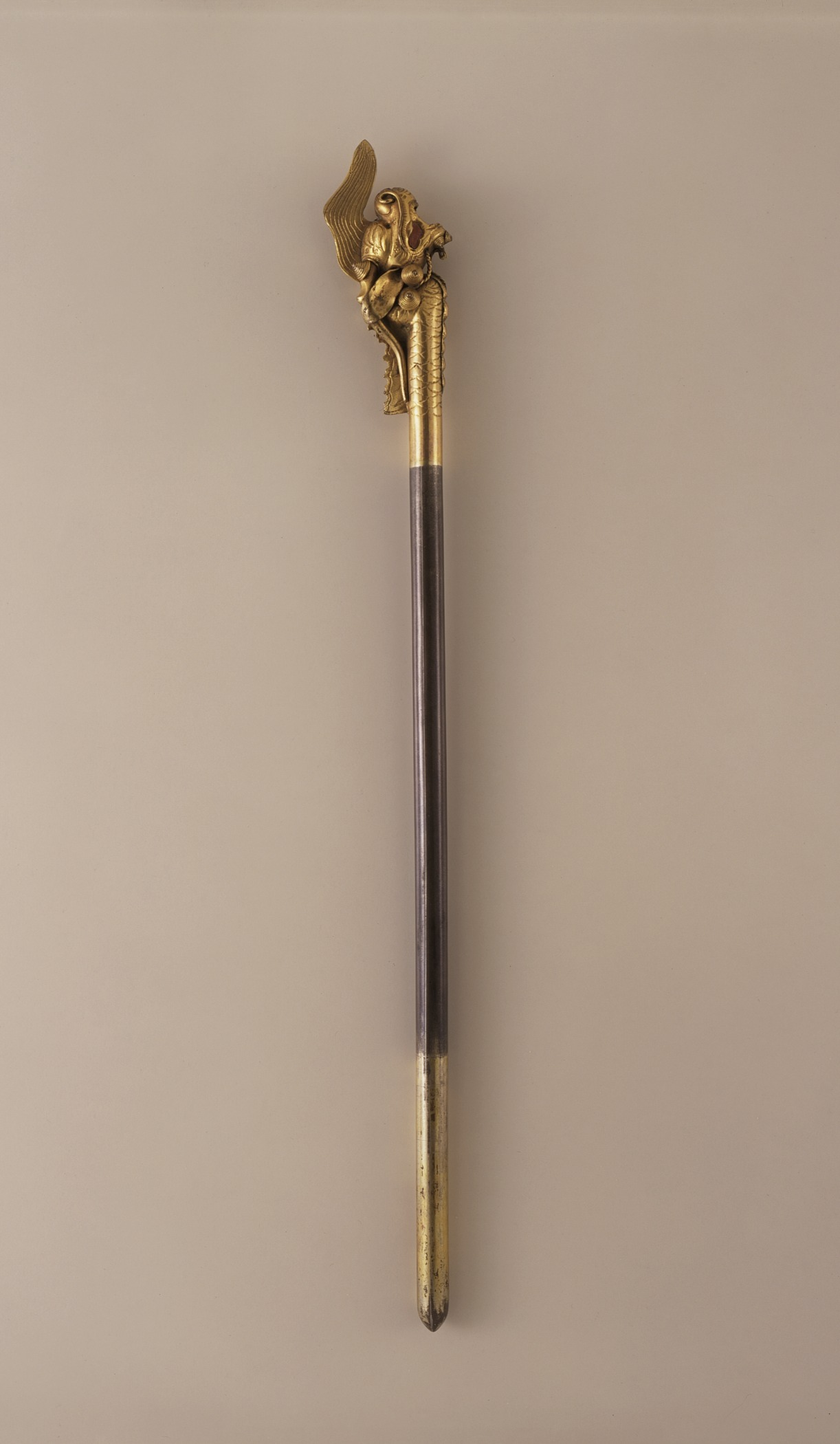
Пинё с головой дракона

Пинё (хангыль: 비녀) — традиционная корейская заколка-шпилька для фиксации женских шиньонов и мужских пучков. Её основная цель — закрепить шиньон на месте, но она также служит украшением, по её внешнему виду можно было определить социальный статус носящего.
Пинё делят на два вида: чам (корейский: 잠; ханча: 簪) и чхэ (корейский: 채; ханча: 釵). Чам выглядят как палочка с утолщением с одной стороны, а чхэ — с двумя зубцами, имеют форму буквы «П».

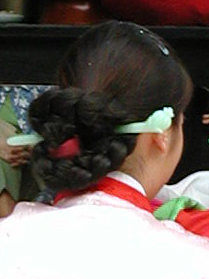
Нефритовая пинё

В эпоху Чосон девушки в день совершеннолетия впервые делали взрослую причёску с собранными в пучок волосами и вставляли в неё пинё. Если свадьба происходила до совершеннолетия, то церемонию причёски с пинё проводили перед свадьбой. Девочки и молодые девушки могли носить только косу с лентой тэнги, а пинё им нередко дарили на свадьбу женихи.

## Происхождение
История пинё восходит к эпохе Трёх государств, когда её обычно носили женщины Корё с причёской, похожей на шиньон[уточнить]. Возможно регламентация ношения пинё появилась в правление короля Ёнджо. Во времена Силла пинё были запрещены как предмет роскоши.
Пинё использовался в качестве замены парика качхе, который носили многие замужние женщины, желающие показать свой статус и положение в обществе. Из-за размеров и веса всей причёски женщины могли даже получить травмы шеи. Чтобы предотвратить возникновение дальнейших социальных проблем из-за чрезмерной стоимости всех предметов и дальнейшие травмы, качхе был заменён на пинё.

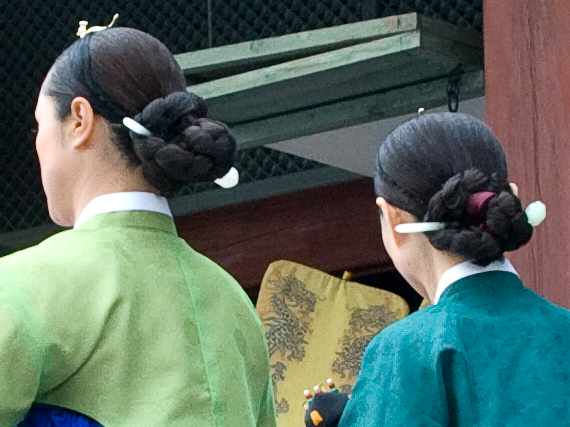
Придворные дамы с пинё на реконструкции праздника Чхинджамре (친잠례)

Пинё бывают двух типов: «чам» используется для закрепления собственных волос, а чхэ — для размещения цветочных корон, называемых хвагван и чоктури. Пинё типа «чам» именуются по форме и материалу. Существуют пинё, созданные для ношения во время конкретных событий, таких как официальные визиты, ношение в конкретный сезон, а также для людей разного возраста.

## Культурное значение
Мужчины носили пинё до эпохи Чосон, это прекратилось из-за распространения конфуцианских и буддийских идей о разделении полов. Женская одежда была подчинена строгим нормам, были введены запреты на конкретные цвета, виды одежды и украшения для простого народа; послабления разрешались только во время свадебной церемонии. Правила ношения пинё были основаны на классовой системе предыдущей династии Корё. Использование золота и серебра было ограничено во времена династии Чосон.
Пинё нельзя было снимать на людях, однако после смерти родителей некоторые женщины распускали волосы в знак траура на три дня, а затем надевали деревянное пинё, которое носили три года.
В мифе о вознесении на небеса «Чхивондэ Янсанбок» из провинции Хамгёндо пинё помогает влюблённым встретиться.

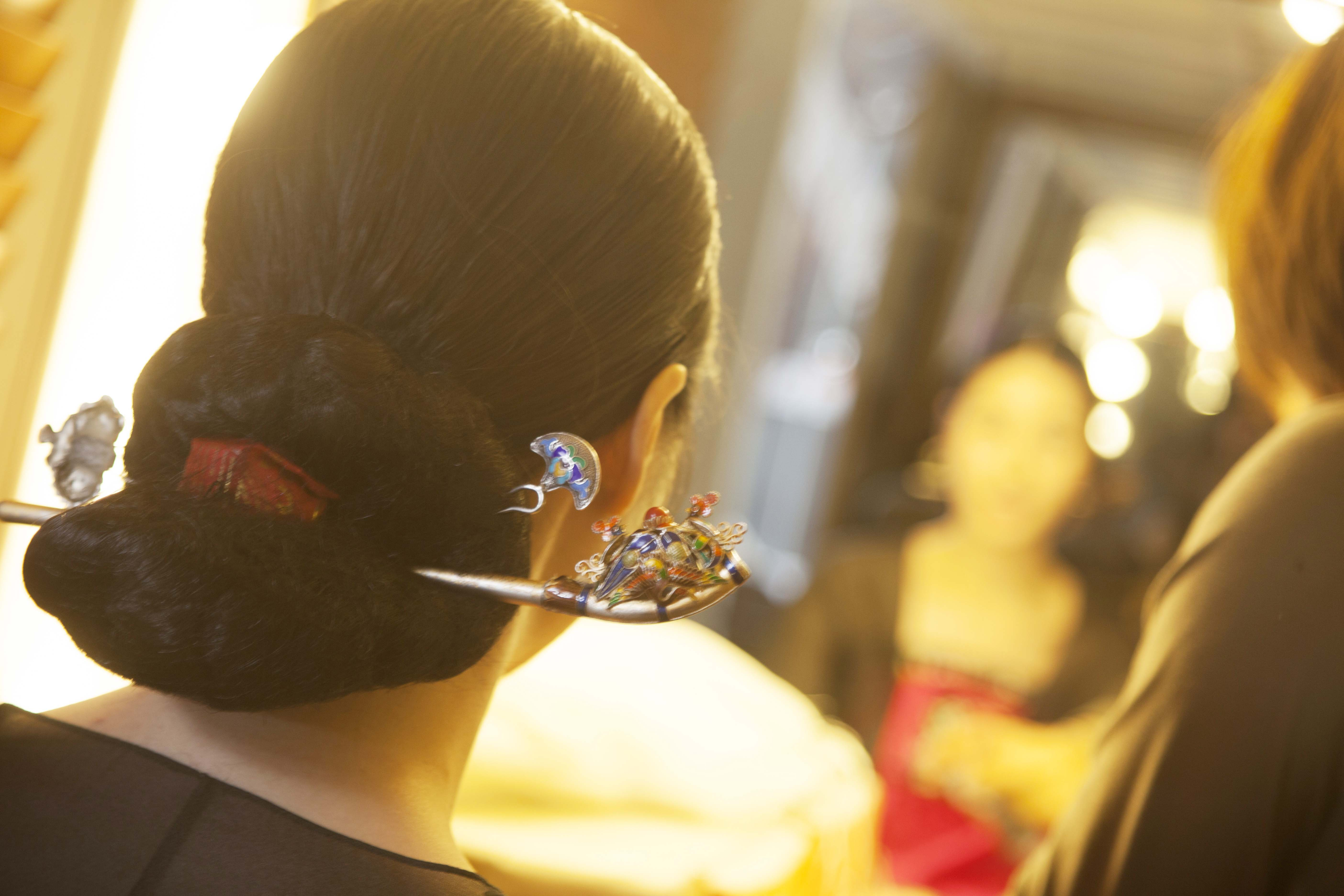
Современная пинё
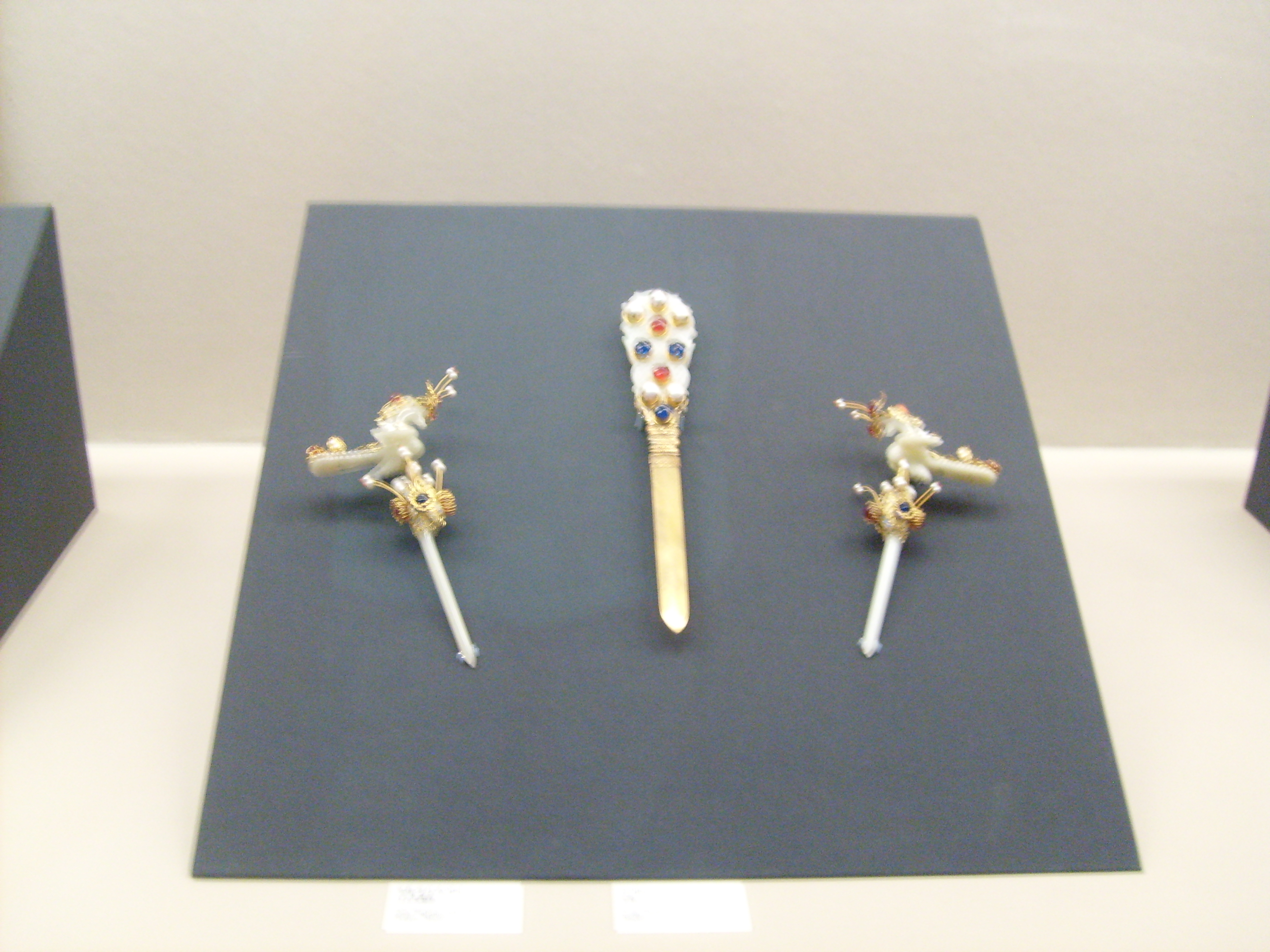
Пинё королевы в форме феникса
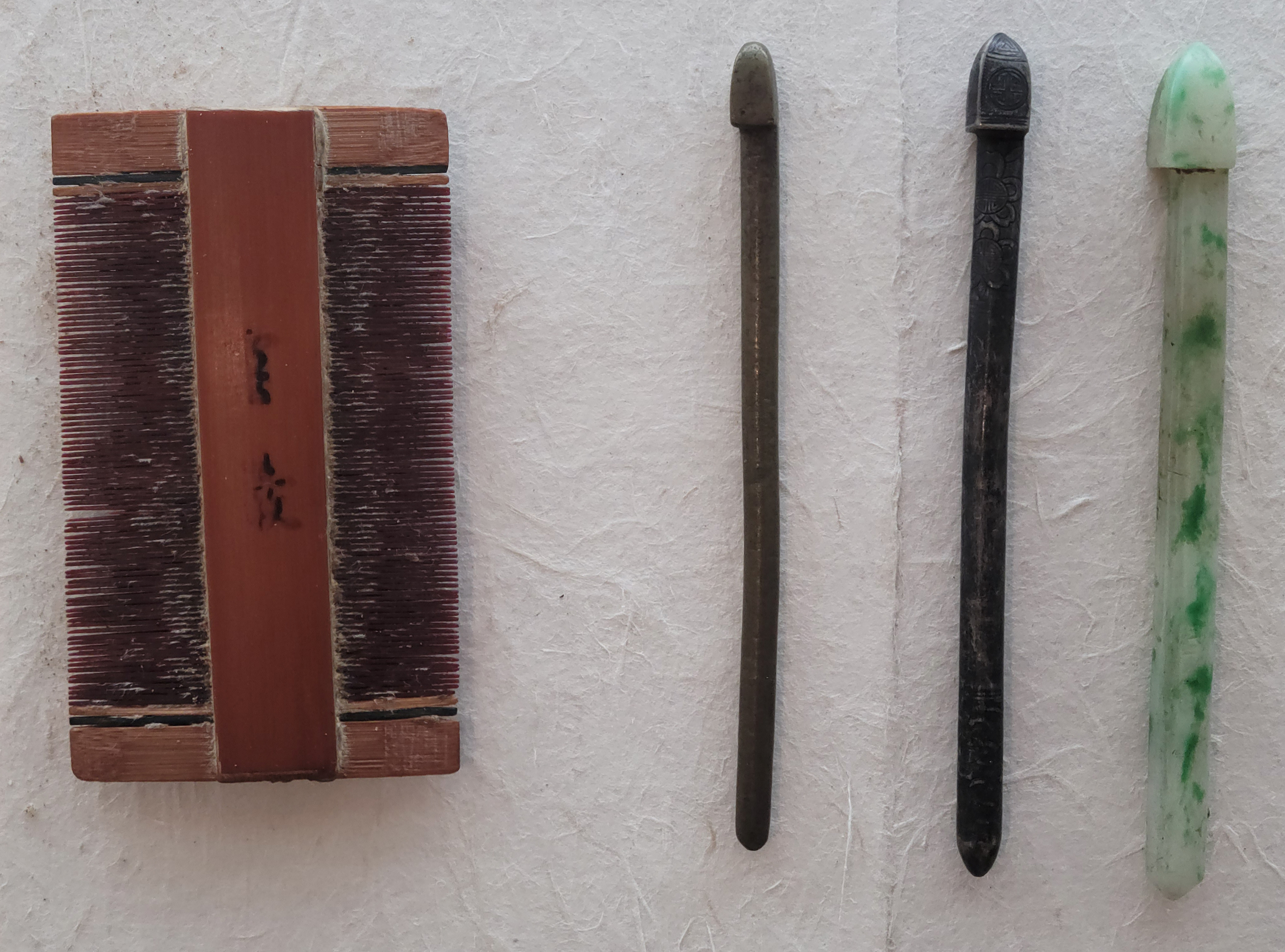
Разновидности пинё с расческой для укладки волос
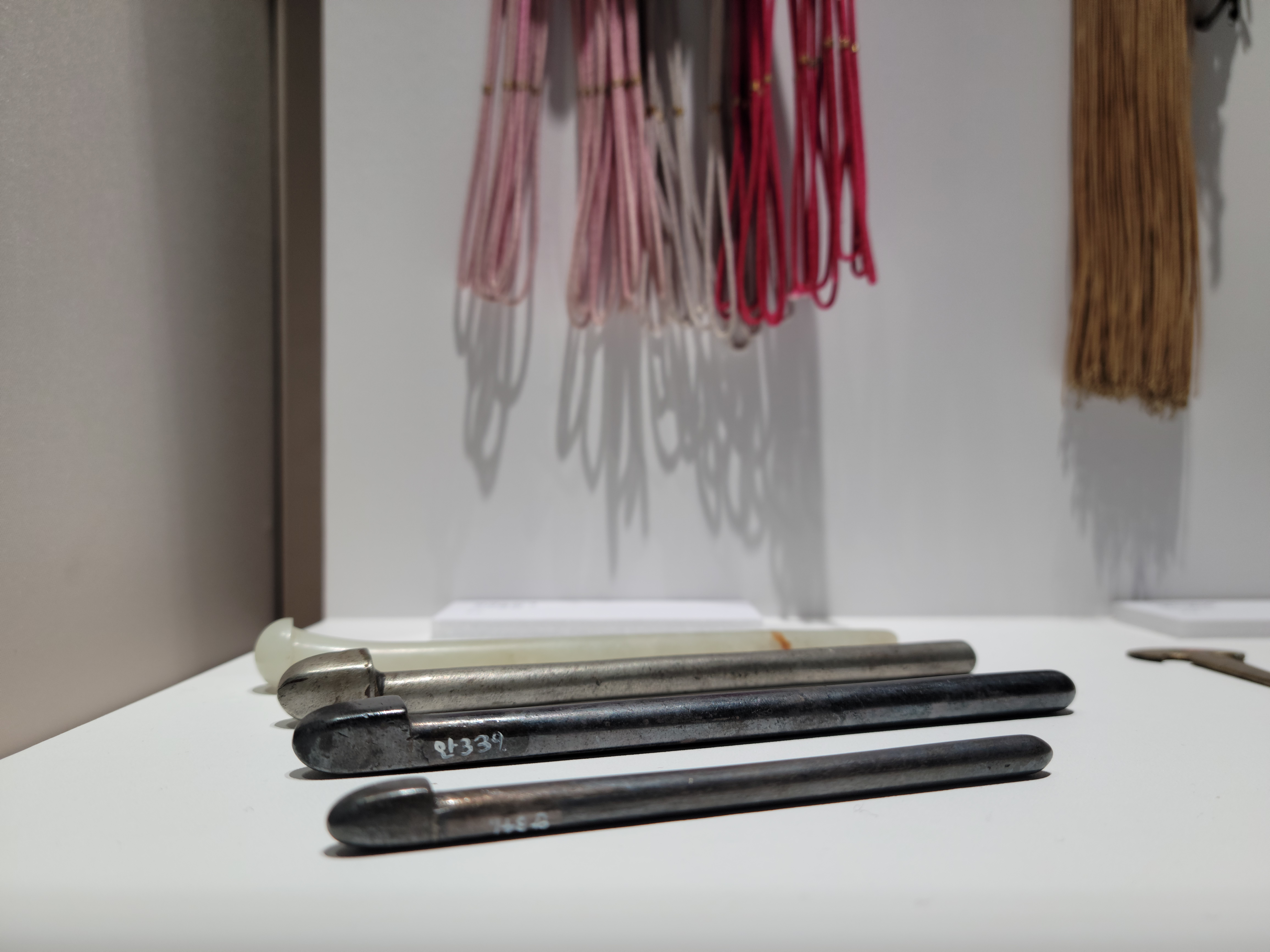
Металлические и железные пинё